# Peter Tsai
Peter Tsai (Chinesisch 蔡秉燚; geboren am 6. Februar 1952) ist ein taiwanisch-amerikanischer Materialwissenschaftler, der vor allem für die Erfindung und Patentierung des Filters der N95-Maske bekannt ist. Er ist Experte auf dem Gebiet der Vliesstoffe. Tsai war emeritierter Professor an der University of Tennessee, beendete jedoch seinen Ruhestand während der COVID-19-Pandemie, um die Sterilisation von N95-Masken zu erforschen.

## Frühes Leben und Ausbildung
Peter Tsai wurde im Bezirk Qingshui (淸水區) in Taichung, Taiwan, geboren. Er studierte Chemieingenieurwesen an der National Taipei University of Technology. Nach seinem Abschluss arbeitete er eine Weile in Taiwan und ging dann 1981 ins Ausland in die USA, um an der Kansas State University zu studieren.

## Wissenschaftliche Karriere
Nach seiner Promotion in Materialwissenschaften zog Tsai an die University of Tennessee, um dort zu lehren und zu arbeiten.
1992 entwickelten Tsai und sein Team an der Universität von Tennessee ein neues Material, das sowohl aus positiven als auch aus negativen Ladungen besteht und Partikel (wie Staub, Bakterien und Viren) anziehen kann. Dieser Filter kann mindestens 95 % der Partikel durch Polarisation stoppen, bevor die Partikel die Maske passieren können. Diese Technologie wurde bald zur Herstellung von N95-Masken verwendet und erhielt 1995 das Patent in den USA. Peter Tsai hat insgesamt 12 US-Patente.